# إسحاق دو بانكولي
إسحاق دو بانكولي (بالفرنسية: Isaac de Bankolé)‏ هو ممثل إيفواري من مواليد 12 أغسطس 1957.

## روابط خارجية
- إسحاق دو بانكولي على موقع IMDb (الإنجليزية)
- إسحاق دو بانكولي على موقع قاعدة بيانات الأفلام العربية
- إسحاق دو بانكولي على موقع ألو سيني (الفرنسية)
- إسحاق دو بانكولي على موقع أول موفي (الإنجليزية)
- إسحاق دو بانكولي على موقع قاعدة بيانات الأفلام السويدية (السويدية)
- إسحاق دو بانكولي على موقع إن إن دي بي (الإنجليزية)
- إسحاق دو بانكولي على موقع ديسكوغز (الإنجليزية)
- إسحاق دو بانكولي على موقع قاعدة بيانات الفيلم (الإنجليزية)
- إسحاق دو بانكولي على موقع كينوبويسك (الروسية)